# Herb Chaskowa

Herb Chaskowa

Herb Chaskowa – pośrodku tarczy herbowej znajduje się złoty klucz stanowiący uogólniony obraz ważnej politycznej i historycznej wagi miasta. W górnej części klucza jest wpisany stylizowany wizerunek autentycznego krzyża znalezionego podczas wykopalisk w "Fortecy Asena, datowanego na X i XI wiek, który symbolizuje chrześcijańskość Chaskowa. W dolnej części klucza wyraźnie jest zaznaczona litera X (alfabet polski: Ch). Nad tarczą znajduje się srebrna (lub biała) kamienna korona, pokazująca mury miejskie Chaskowa. Pod tarczą umieszczona jest srebrna (lub biała) wstążka z napisem достойнство и вяра (dostojnstwo i wjara), co znaczy godność i wiara. Barwa czerwona symbolizuje poświęcenie, bohaterstwo i jedność. Barwa złota symbolizuje szlachetność i siłę. Barwa srebrna lub biała symbolizuje czystość i barwa ta nawiązuje do starej nazwy miasta, Bełowod.